# Sornbank House

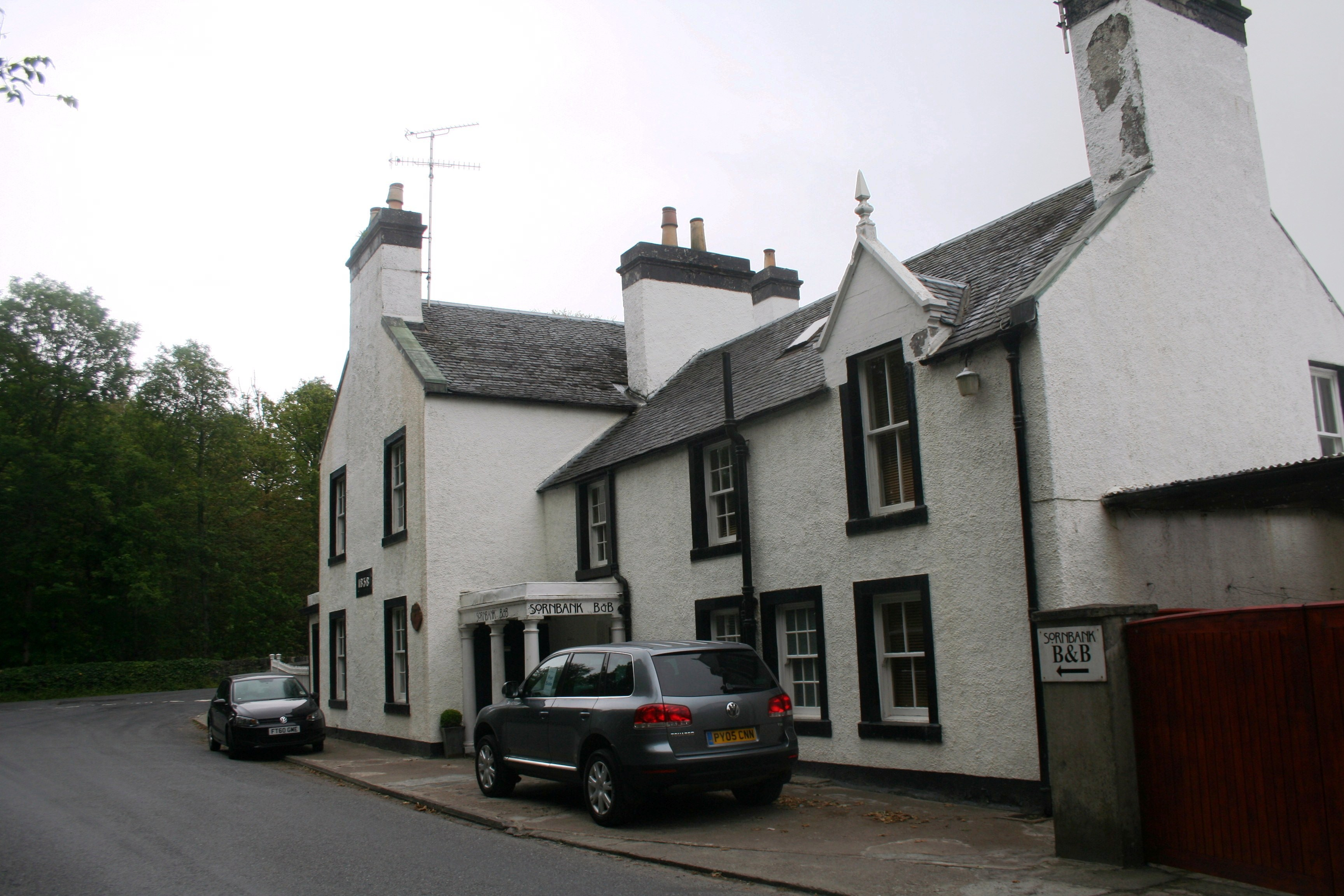
Sornbank House

Sornbank House (deutsch: Sorn-Ufer-Haus) ist ein Gebäude in der schottischen Ortschaft Bridgend auf der Hebrideninsel Islay. Es handelt sich um das Eckhaus zwischen den beiden bedeutendsten Straßen auf Islay, der A846 und der A847, und steht am Ufer des Sorn direkt an der Sorn-Brücke. Am 20. Juli 1971 wurde das Gebäude in die schottischen Denkmallisten in der Kategorie B aufgenommen.
In dem Gebäude war einst die National Commercial Bank of Scotland untergebracht, bevor diese 1969 mit der Royal Bank of Scotland verschmolz. Auf die Royal Bank of Scotland folgte eine Tierarztpraxis. Heute wird das Gebäude als Hotel genutzt. In dem ehemals als Stallung konzipierten Anbau hat sich ein Autoverleiher eingerichtet.

## Beschreibung
Sornbank House wurde im Jahre 1838 errichtet und weist typische architektonische Merkmale des ausklingenden Georgianischen Zeitalters auf. Es ist aus mehreren zweistöckigen, ineinandergeschobenen Flügeln aufgebaut die mit schiefergedeckten Satteldächern abschließen. Der heutige Eingangsbereich des Hotels ist mit einem Vordach versehen, das auf Pfeilern ruht. Die Fassaden sind in der traditionellen Harling-Technik verputzt. Im späten 19. Jahrhundert wurde wenige Meter westlich eine einstöckige Stallung angebaut. Ihr Mauerwerk besteht aus verfugtem Bruchstein und trägt ein Walmdach.